# Antycyganizm
Antycyganizm – uprzedzenie w stosunku do Romów, niekiedy także do innych narodów, zaliczanych do zbiorczej kategorii Cyganów, wiążące się z okazywaniem wobec nich postaw i zachowań antyspołecznych.

## Antycyganizm jako uprzedzenie
Jak każde uprzedzenie, antycyganizm powstaje na podstawie określonego stereotypu etnicznego, będącego rodzajem porządkowania otaczającej rzeczywistości na zasadach schematu poznawczego. Stereotyp taki opiera się na istnieniu danej kategorii społecznej, do której obserwator włącza poszczególne jednostki, w jego mniemaniu charakteryzujące się wystarczającym zestawem stereotypowych atrybutów, z których najważniejszym jawi się narodowość. W ramach tej kategorii zachodzi generalizacja cech jej członków, polegająca na przypisaniu każdej jednostce bez wyjątku wszystkich właściwości, wiązanych z charakterystyką całej kategorii. Następująca potem stereotypizacja dokonuje się przy współudziale subiektywnej oceny, zawierającej określony ładunek emocjonalny. Jeżeli ładunek ów jest negatywny, wówczas mamy do czynienia z powstaniem negatywnego stereotypu. Istnienie tak powstałego negatywnego stereotypu etnicznego jest bezpośrednim impulsem utworzenia się uprzedzenia, co zachodzi niezależnie od rzeczywistych cech czy zachowań jednostki, która ma na ten proces bardzo znikomy wpływ. Uprzedzenie takie może (lecz nie musi) wyrażać się w rozmaitych przejawach ksenofobii – od nietolerancji, poprzez wykluczenie społeczne, aż do aktów przemocy włącznie.

## Źródła romskiego stereotypu etnicznego
Podstawą antycyganizmu jest więc istnienie stereotypu etnicznego, dotyczącego Romów. Główną przyczyną utrzymywania się takiego stereotypu w odniesieniu do tej grupy etnicznej z jednej strony jawi się odmienność kulturowa, z drugiej zaś brak szerokiej komunikacji międzykulturowej pomiędzy poszczególnymi społecznościami Romów oraz Gadziów (nie-Romów). Oba zjawiska są ze sobą nierozerwalnie związane, gdyż odmienność kulturowa przez sam fakt swojego istnienia często implikuje rozmaite bariery w zrozumieniu innej kultury (barier tych nie należy jednakże sprowadzać wyłącznie do kwestii komunikacji językowej), które hamują funkcjonowanie komunikacji międzykulturowej.

### Odmienność kulturowa
W przypadku Romów (oraz innych koczowniczych narodów Europy) odmienność kulturową względem pozostałych europejskich społeczeństw często sprowadza się do różnic w zakresie kultury społecznej i duchowej czy też istnienia odmiennych wzorów kulturowych. Spośród przykładowych tego typu różnic można wymienić np. bardziej widoczną obecność elementu dionizyjskiego (według określenia Ruth Benedict), co może mieć związek z charakterystyką zawodów, które Romowie tradycyjnie wykonywali (obejmujących m.in. usługi muzyczne czy różne formy rozrywki). Większą też rolę zdaje się w kulturze romskiej odgrywać rodzinny przekaz kulturowy i edukacja nieformalna niż ogólnospołeczna (masowa) transmisja kulturowa i edukacja formalna, wiąże się to jednakże z niewątpliwym faktem ekskluzji społecznej tej grupy etnicznej. Natomiast przywoływana niekiedy akceptacja zajęć tzw. marginesu społecznego jest prawdziwa jedynie do pewnego stopnia. Samo pojęcie marginesu społecznego jest bowiem uwarunkowane zarówno kulturowo (np. według niektórych grup romskich żebractwo do niego się nie zalicza), jak i ekonomicznie (np. niezależnie od tradycyjnego stosunku do żebractwa wiele osób jest zmuszonych do utrzymywania się w ten sposób), zaś poza tym wspomniana akceptacja jest często błędnie generalizowana na wszystkie tego typu zajęcia, z praktykami przestępczymi włącznie.
Czasem też owa odmienność nie jest w rzeczywistości tak wielka, jak postrzegają ją członkowie grup, pomiędzy którymi istnieje bariera kulturowa. Na przykład często przywoływana dychotomia między życiem koczowniczym a osiadłym, mająca jakoby tłumaczyć różnice pomiędzy kulturą Romów a większości innych narodów Europy, jest w istocie przykładem tak spolaryzowanego stereotypu. Oba tryby życia są bowiem objęte wzorami kulturowymi zarówno Romów, jak i Gadziów, ponieważ występowały one w historii większości grup etnicznych. Podobnie rozmaite elementy kultury romanipen lub wyłącznie jej przypisywane (np. rozbudowane zwyczaje związane z zawieraniem związków małżeńskich, szczególna cześć okazywana przodkom, dominacja więzi rodzinnych i rodowych ponad formalnymi więziami społecznymi, ograniczony zakres tradycyjnie wykonywanych zawodów) są w istocie powszechnymi zjawiskami kulturowymi bądź elementami należącymi właśnie do cywilizacji zachodniej, porzuconymi jednak przez większość uprzywilejowanych społeczeństw w miarę przemian cywilizacyjnych. Rozpatrując więc rolę, jaką odmienność kulturowa Romów oraz Gadziów odgrywa w procesie powstawania stereotypu etnicznego, należy mieć świadomość, iż pewna jej część jest w istocie nieprawdziwa, gdyż sama powstała na drodze porównywania stereotypów, nie zaś rzeczywistych właściwości.
Poza odmiennością kulturową niezmiernie ważna jawi się też subiektywnie postrzegana odmienność antropologiczna, która często stanowi podstawę postaw i zachowań rasistowskich. Przykłady jednostek oraz grup romskich, które mimo wysokiego stopnia asymilacji kulturowej z resztą społeczeństwa (np. Romungrzy) nadal doświadczają przejawów ksenofobii, wskazują, iż we współczesnym antycyganizmie dominuje właśnie komponent rasowy. Problemu tego nie neguje także niewątpliwa niejednorodność typologiczno-antropologiczna populacji romskiej, u której przedstawicieli często brak stereotypowo cech wiązanych z „Cyganami” (np. ciemnej karnacji, ciemnych włosów i oczu). Wyrazem funkcjonowania rasistowskiego stereotypu może być bowiem fakt, iż mimo owej niejednorodności wiele języków zawiera rozmaite słownikowe określenia Romów, odnoszące się do tychże stereotypowych cech (np. fińskie mustalaiset – dosł. „czerniawi”).

### Komunikacja międzykulturowa
Drugą podstawową przyczyną istnienia stereotypu etnicznego dotyczącego Romów i ich kultury, który w dalszej kolejności rodzi uprzedzenie, jest ograniczona komunikacja międzykulturowa. Utrzymujące się bariery pomiędzy społecznościami Romów i Gadziów mają wiele źródeł, m.in. wspomniane wyżej odmienne wzorce kulturowe. Poza tym na uwagę zasługuje również fakt, iż przez większą część historii wzajemnych kontaktów pomiędzy Romami a innymi społecznościami, żadna ze stron nie przejawiała głębszego zainteresowania komunikacją międzykulturową, traktując ją najwyżej instrumentalnie, np. w celu zaznajamiania się z nowymi technologiami czy wynalazkami. Na przestrzeni wieków Romowie i Gadzie stykali się jedynie w dosyć ograniczonej liczbie sytuacji i w przewidywalnym kontekście, który nie wymagał nawiązywania głębszych więzi społecznych (np. w trakcie wymiany handlowej lub korzystając z tradycyjnych usług świadczonych przez drugą stronę – rozrywka, kowalstwo itd. w przypadku Romów czy młynarstwo, krawiectwo itd. w przypadku Gadziów). Obecnie wynikająca w niemałym stopniu z antycygańskich uprzedzeń marginalizacja Romów w znacznej mierze przyczynia się do pogłębiania istniejących już barier kulturowych, dzielących niektóre społeczności romskie od nie-romskich.
Błędem natomiast jawi się powszechnie przypisywana Romom szczególna nieufność wobec obcych. Tradycyjne kultury większości grup etnicznych zawierają pojęcie „obcego”, z którym nierozerwalnie związana jest pewna doza nieufności. Niewątpliwie w przypadku Romów kwestia ta może wiązać się z długą historią prześladowań, jednak nic nie wskazuje na to, aby kultura romska przejawiała wyższą od innych hermetyczność. Przeciwnie, podobnie jak inne mniejszościowe systemy kulturowe jest ona w pewien sposób skazana na nieuniknione związki z kulturą większości. Ponadto podobnie jak wśród innych mniejszości, odsetek małżeństw mieszanych jest nieporównywalnie wyższy niż wśród przedstawicieli tzw. grup większościowych, co zdaje się sugerować istnienie cechy „nieufności” raczej wśród tych ostatnich. Z domniemaną nieufnością nie należy również utożsamiać faktu istnienia rozmaitych tabu, mogących sprawiać pozór celowego „utrzymywania tajemnicy”. Istnienie tabu jest bowiem właściwością niemal każdej kultury, zaś udana komunikacja zależy m.in. od podobieństw systemów tabu w kulturach osób komunikujących się. Niewątpliwie tradycyjna obyczajowość romska zawiera więcej tabu niż współczesna kultura większościowa.

### Transmisja kulturowa
Powstały w ten sposób stereotyp etniczny funkcjonuje w tzw. świadomości potocznej dzięki transmisji kulturowej, odbywającej się poprzez różnorodne środki przekazu. W przypadku dawnej kultury masowej była to przede wszystkim literatura piękna, w której występowały stereotypowe postacie cygańskie. Do takich utworów zaliczają się m.in. powieści klasyczne (np. Drakula B. Stokera czy Dzwonnik z Notre-Dame V. Hugo), jak również bajki dla dzieci (np. Porwanie w Tiutiurlistanie W. Żukrowskiego czy Zupa na gwoździu A. Fredry). Współczesna kultura masowa wzbogaca dodatkowo ten przekaz dawniej mniej powszechnymi środkami obrazowymi, m.in. kinematografią (np. film Księga rekordów Szutki, reż. Aleksandar Manic). Oprócz tego kultury poszczególnych narodów czy grup etnicznych, które na przestrzeni wieków miały kontakt z Cyganami, często zawierają ich obraz bardziej folklorystyczny, przejawiający się w rozmaitych obrzędach ludowych, przysłowiach i związkach frazeologicznych, tradycji ustnej czy ikonografii.
W ten sposób stereotypy oraz stereotypowo ujęte treści podlegają transmisji kulturowej, której wpływ jest znaczący. Sondaż przeprowadzony w 1991 przez Zakład Badań Socjologicznych Instytutu Polityki, Nauki i Szkolnictwa Wyższego na temat sympatii i niechęci Polaków wobec mniejszości narodowych i polskich sąsiadów wykazał aż 60-procentową niechęć w stosunku do Romów, najwyższą w porównaniu z innymi grupami odniesienia. Podobne wyniki dały badania opublikowane w 2003 przez CBOS w raporcie pt. „Czy Polacy lubią inne narody?”.

## Antycyganizm jako rezultat stereotypu
Dr Wolfgang Wippermann z Europejskiego Centrum Badań nad Antycyganizmem (EZAF) zależnie od dominującej charakterystyki stereotypu wyróżnia trzy rodzaje antycyganizmu:
motywowany religijnieopierający się na pewnych elementach kultury judeochrześcijańskiej, np. na rzekomym pochodzeniu Romów od biblijnego bratobójcy Kaina, na przekazach, jakoby nie przyjęli oni uciekającej do Egiptu Świętej Rodziny czy też wykuli gwoździe, którymi przybito Chrystusa do Krzyża. Bardziej rozpowszechnione są podobnej natury oskarżenia o domniemane konszachty Cyganów z diabłem, dzięki którym mieliby oni posiadać wyjątkowe umiejętności magiczne.
motywowany społeczniezakładający, iż powszechne wśród większości grup romskich koczownictwo jest wyłącznie wyrazem ich świadomej woli, nie zaś pochodną określonych warunków ekonomiczno-politycznych. Stereotyp ten implikuje twierdzenie, jakoby Cyganie unikali w ten sposób ciężkiej pracy osiadłych rolników, a przez to stanowili sami w sobie „problem społeczny” lub też „plagę”. Z zagadnieniem tym wiąże się również skłonność Romów do działań o charakterze przestępczym i do żebractwa oraz brak wykształcenia wielu Romów, w tym unikanie obowiązku szkolnego.
motywowany rasowowywodzący się z powyższych stereotypów natury społecznej, lecz wzbogacający je twierdzeniem, jakoby zarzucane Romom cechy miały charakter dziedziczny oraz były jednym z wyznaczników „rasy cygańskiej”.
Do powyższych trzech rodzajów niekiedy dodaje się kolejny, kulturowo motywowany antycyganizm, zakładający niezmienną naturę systemu kulturowego, implikujący więc twierdzenie, iż wspomniane zarzuty natury społecznej są niezbywalną częścią romskiego dziedzictwa kulturowego. Koncept ten od czasu II wojny światowej w coraz większym stopniu zastępuje wcześniejszy, rasowy rodzaj antycyganizmu.

## Historyczny rys przejawów antycyganizmu

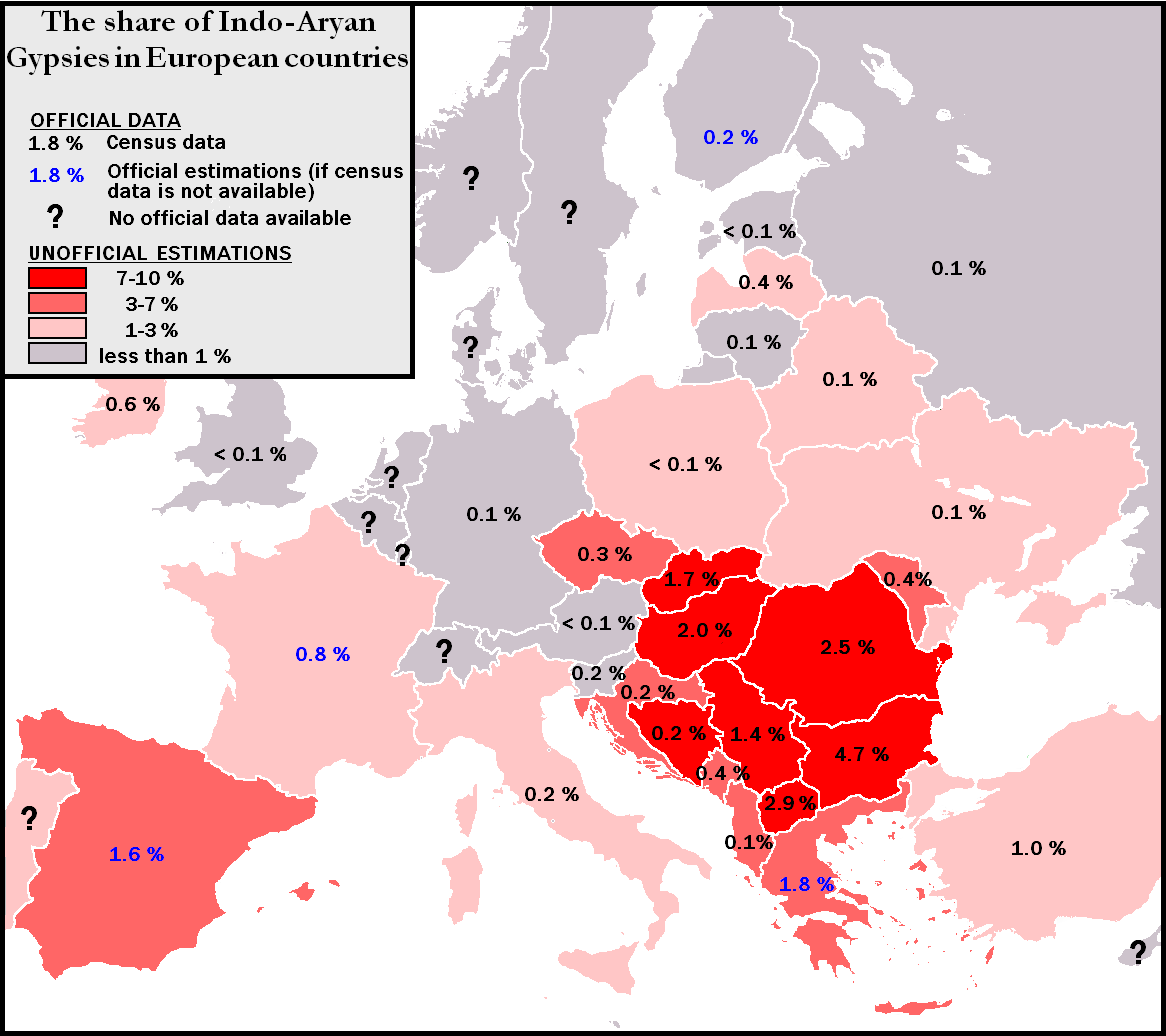
Szacowana populacja Romów w Europie.

### Średniowiecze
Za pierwsze w historii przejawy antycyganizmu można uznać prześladowania heretyckich sekt paulicjan i atynganów w Cesarstwie Bizantyjskim, następujące po edykcie potępiającym z 812. Część historyków utożsamia bowiem atynganów z przodkami dzisiejszych Romów. Inni są zdania, iż we wspomnianym okresie grecki termin athinganoi nie mógł odnosić się jeszcze do Romów, lecz oznaczał członków rzeczywistej sekty. Przyjmując to założenie, pierwszym dowodem antycyganizmu jawią się represje i przesiedlenia grupy etnicznej Zott (nazwa ta jest do dziś nadawana rozmaitym społecznościom indyjskiego pochodzenia na Bliskim Wschodzie), przeprowadzone w 834 przez arabskiego kalifa Al-Mutasima w wyniku nieudanego powstania członków tej grupy w rejonie Basry. Również w tym przypadku część historyków przyjmuje, iż owi Zott stanowili przodków dzisiejszych europejskich Romów, choć niewykluczone, iż nazwę tę należy wiązać z jedną z grup pokrewnych im Domów. O niewątpliwych przejawach antycyganizmu można mówić dopiero na gruncie europejskim, za pierwsze tego typu zdarzenie symbolicznie uznając najwcześniejszą odnotowaną transakcję handlu romskimi niewolnikami na terenie księstw naddunajskich z 1385. Proceder ten trwał nieprzerwanie aż do 1856, kiedy to władze zjednoczonej Rumunii ostatecznie zniosły niewolnictwo.
Odmienna sytuacja panowała w krajach Europy Zachodniej, gdzie „problem cygański” początkowo rozwiązywano nie drogą zniewolenia i przymusowego osiedlania, lecz poprzez edykty banicyjne. Pierwszy tego typu akt prawny wydano w Miśni w 1416, zaś metodę tę z różnym skutkiem stosowano aż do 1726, kiedy to Karol VI Habsburg nakazał wygnanie ze swoich ziem wszystkich romskich kobiet i dzieci wraz z obcięciem im ucha (mężczyzn poddano eksterminacji). Równocześnie średniowieczne władze rozpoczęły wydawanie rozmaitych, często sprzecznych ze sobą lub powtarzających się aktów prawnych, nakładających na Romów, których nie zdołano wygnać, rozmaite ograniczenia i grożących im represjami. Dość wspomnieć, iż na podstawie legislacji, wydanej w 1500 przez Sejm Rzeszy, określającej Romów mianem zdrajców państw chrześcijańskich, oskarżającej ich o praktykowanie czarnoksięstwa, porwania dzieci i zbrodniczą działalność oraz skazującej ich na wygnanie lub wyjęcie spod prawa, w samych tylko Niemczech wydano w latach 1500–1800 ok. 150 dalszych antycygańskich edyktów. Warto zauważyć, iż prawodawstwo tego typu oraz następujące po nich prześladowania w zasadniczy sposób przyczyniły się do istnienia zjawiska romskiego koczownictwa, które następnie stało się przyczyną dalszych antycygańskich legislacji, zmierzających ku przymusowemu osiedleniu.

### Czasy nowożytne
Równolegle z kontynuacją średniowiecznych metod wiele krajów podjęło nowe działania skierowane przeciwko Romom, m.in. zsyłki do zamorskich kolonii (pierwsza uczyniła to Portugalia w 1538) czy skazywanie na galery i inne prace przymusowe. Od poprzednich nowe sposoby różniły się przede wszystkim skutecznością i bardziej masowym zasięgiem (dzięki rosnącej centralizacji nowożytnych państw), lecz również zakresem przewidywanych kar (wprowadzono m.in. kary znakowania gorącym żelazem czy obcinania uszu). Zauważyć jednakże należy pewną rodzącą się dychotomię pomiędzy prawodawstwem wymierzonym jedynie w wędrowne grupy cygańskie (a więc obejmującym także inne koczownicze narody Europy), a opierającą się na kryterium rasowym właściwą legislacją antycygańską. Tę ostatnią otwiera wydany w 1554 przez Marię I i Filipa II w Anglii edykt, przewidujący karę śmierci za sam fakt bycia Cyganem oraz za utrzymywanie relacji z Cyganami, jednakże w prawodawstwie tego typu niewątpliwie przodowała Hiszpania. Kulminacją zdarzeń w tym państwie była „czarna środa” 20 lipca 1749, kiedy to Filip V za namową biskupa Oviedo nakazał pojmanie wszystkich Romów w kraju oraz zesłanie mężczyzn do pracy w kopalniach, stoczniach i manufakturach, odesłanie małych dziewczynek do domów dla ubogich oraz do służby u niecygańskich rodzin, zaś dla starszych kobiet z dziećmi poniżej 7 lat – poddanie przymusowej nauce doktryny katolickiej. Karę za nieposłuszeństwo stanowiła natychmiastowa egzekucja, zaś według oceny historyków tego dnia zamordowanych zostało 9-12 tys. osób.
W tym także okresie pojawiają się pierwsze przypadki masowych eksterminacji bez uprzednich nakazów opuszczenia terytorium czy osiedlenia się. Już w 1710 Józef I Habsburg wydaje w Pradze edykt skazujący czeskich i morawskich mężczyzn romskich na śmierć, natomiast w 1720/21 Karol VI nakazuje eksterminację wszystkich Romów na terenach państwa Habsburgów. Zarówno w krajach podległych Wiedniowi, jak i na Półwyspie Iberyjskim zauważyć się również daje szczegółową ingerencję antycygańskich praw w codzienne aspekty życia Romów, mającą na celu ich kulturową asymilację z miejscowym chłopstwem. I tak w 1560 hiszpańskie prawodawstwo zakazuje Cyganom podróży w grupach większych niż 2 osoby, oraz ubierania się „w cygański sposób”. Na Węgrzech legislacja Marii Teresy z lat: 1758, 1761, 1767 i 1773 obejmowała m.in.: nakaz osiedlenia się na nadanej ziemi połączony z poddaństwem osobistym oraz zakazem posiadania koni i wozów; odbieranie dzieci rodzicom wraz z oddawaniem ich na wychowanie rodzinom chłopskim, powszechnym obowiązkiem rejestracji, obowiązkiem szkolnym oraz przymusowym poborem do wojska w wieku 16 lat; zakaz zawierania małżeństw z innymi członkami narodu romskiego; obowiązek wyznawania wiary i znajomości doktryny katolickiej. Szczególnym zakazom poddano używanie języka romani (np. w 1685 Portugalia, zaś w 1782/83 Austria uznały mówienie w tym języku za przestępstwo), w wyniku czego wiele grup romskich ze wspomnianych krajów zatraciło znajomość swojego dialektu (patrz np. Romungrzy lub Caló).
W państwach Cesarstwa szczególną formą represji wobec Romów było wyjęcie ich spod prawa wraz z podburzaniem przeciwko nim miejscowej ludności. Przykładowo w 1646 akt prawny wydany w Bernie dawał każdemu obywatelowi prawo zabicia Cygana, zaś w 1734 landgraf Hesji oferował po sześć talarów za schwytanie żywego Cygana oraz połowę tej sumy za martwego. Zachęty tego typu stanowiły podstawę tzw. „cygańskich polowań” (niem. Heidenjachten, dosłownie: „polowania na pogan”), które będąc popularnymi aż do XIX wieku uchodziły za formę publicznej rozrywki. Równolegle akty przemocy i pogromy zdarzały się podczas wszelkich, licznych w tej epoce wojen, z kulminacją w okresie wojny trzydziestoletniej. W tym czasie w całej Europie Romom trudno było znaleźć oparcie nawet u instytucji głoszących miłość bliźniego. O wykluczeniu Cyganów z kościoła katolickiego może świadczyć postanowienie soboru trydenckiego z 1563, zakazujące przyjmowania ich w szeregi kleru, lub decyzja papieża Piusa V z 1568 o wygnaniu Cyganów z dóbr kościelnych. Nieco wcześniej, w 1560 szwedzki kościół luterański zakazał swoim księżom wszelkich kontaktów z Romami, w tym dokonywania chrztów i pogrzebów (stan taki trwał do 1686). Warto wreszcie zauważyć, iż efektem całej zachodnioeuropejskiej polityki represji XVI-XVIII wieku było trwałe rozbicie narodu romskiego na poszczególne grupy językowo-etnograficzne, które w zasadniczej formie jest widoczne do dziś.
W sytuacji narastających praktycznie z każdej strony prześladowań jedynymi miejscami schronienia dla Romów były dzikie, słabo zaludnione okolice gór, lasów i pograniczy, lub też prywatne majątki bogatych magnatów, którzy nie obawiając się państwowych restrykcji przyjmowali oferowane przez nich usługi. Także niescentralizowane kraje, nieposiadające efektywnej władzy wykonawczej, często stanowiły cel dla prześladowanych uciekinierów. Jednym z nich była w tym okresie Rzeczpospolita, jednakże również tu, w epoce znanej w historiografii ze szczególnej tolerancji, w 1557 sejm walny w Warszawie uchwalił pierwszą konstytucję o banicji Cyganów. Ten sam rok był również świadkiem początku antycygańskiego prawodawstwa na Litwie, zaś w 1578 król Stefan Batory na sejmie walnym wydał edykt grożący sankcjami majątkowymi dla tych, którzy oferowali protekcję Cyganom. W 1586 Trybunały Koronny i Litewski uchwaliły ustawy banicyjne wobec osób prowadzących koczowniczy tryb życia, prawo to jednak nie było w pełni egzekwowane, zaś Romowie potrafili go uniknąć znajdując możnych protektorów. Mimo to również w Polsce zdarzały się liczne akty nietolerancji i pogromy, szczególnie w czasie wojen XVII i XVIII wieku, zaś urząd krajowego króla cygańskiego był wielokrotnie wykorzystywany do celów osobistych przez ludzi, niemających żadnego związku ze sprawami społeczności romskiej.

### XIX wiek i pierwsza połowa XX wieku
Także ten okres był świadkiem kontynuacji wcześniejszych form antycygańskich represji, m.in. wydawania zakazów zamieszkiwania Cyganów na danym terytorium (np. w napoleońskiej Francji w 1803), zsyłek do kolonii (np. brytyjskich Romów do Australii), odbierania dzieci rodzicom (np. w Szwajcarii aż do 1973) czy rozmaitych pogromów. Jednakże w wyniku zniesienia niewolnictwa w Rumunii i następującej w efekcie niespotykanej od czasów średniowiecza migracji tamtejszych Romów do wszystkich państw kontynentu, tzw. „kwestia cygańska” znalazła się w większym niż dotąd polu zainteresowania rządzących elit. Wysłany w 1870 list kanclerza Ottona von Bismarcka dając wyraz praktyki, która w zasadniczo niezmienionej formie przetrwała do czasów obecnych, zapowiadał „całkowity zakaz przekraczania granic dla cudzoziemskich Cyganów” oraz groził, iż „będą oni odtransportowani najbliższą drogą do kraju pochodzenia”.
Równocześnie, pod niewątpliwym wpływem napisanej w 1876 pracy Cesare Lombroso L’uomo deliquente, „kwestia cygańska” została powiązana z zagadnieniami przestępczości i powierzona odpowiedzialnym za nie organom ścigania, co w zasadniczy sposób utrwaliło istniejący już wcześniej stereotyp Roma-przestępcy. W 1899 w Monachium powołano do życia Służbę Wywiadowczą do spraw Cygańskich (niem. Nachrichtendienst in Bezug auf die Zigeuner), której zadaniem było prowadzenie ewidencji osób narodowości romskiej oraz rejestru ich konfliktów z prawem. Instytucja ta, początkowo o lokalnym charakterze, z czasem objęła swą kompetencją całe terytorium Niemiec, działając aż do 1970, zaś zgromadzone przez nią dane stały się jedną z ideologicznych podstaw nazizmu. Podobne organy tworzono na początku XX wieku także w innych krajach Europy, zaś ściśle współpracujący z nimi Interpol sam powołał odpowiednie biuro. Do dziś nie została do końca wyjaśniona rola, jaką w eksterminacji narodu romskiego (1933-45) odegrała zdobyta w nich przez nazistów dokumentacja.
Należy zauważyć, iż XIX-wieczny antycyganizm, podobnie jak inne uprzedzenia tej epoki rozwijający się na gruncie m.in. opublikowanego w latach 1853–1855 Eseju o nierówności ras ludzkich A. de Gobineau, jedynie w Wielkiej Brytanii pozostał w formie prawodawstwa wymierzonego w koczowniczy tryb życia, w innych krajach przeradzając się bezsprzecznie w formę rasizmu. W takich właśnie okolicznościach Richard Liebich w swojej pracy na temat Romów po raz pierwszy w 1868 sformułował termin „życie niewarte życia” (niem. Lebensunwertes Leben, dopiero w 1920 użyty przez Karla Bindinga i Alfreda Hoche), który później stał się podstawą wydania 14 lipca 1933 ustawy o zapobieganiu obciążonego chorobą dziedziczną potomstwa (niem. Gesetz zur Verhütung erbkranken Nachwuchses), w skrócie zwanego „prawem sterylizacyjnym”. Jednakże radykalne koncepcje eugeniczne w odniesieniu do Romów pojawiały się i były wcielane w życie nie tylko w nazistowskich Niemczech, lecz również w krajach neutralnych, np. w Szwecji, gdzie w 1934 wydano, zaś w 1941 zaostrzono prawo, skazujące na sterylizację każde „społecznie niepożądane życie”, obejmując tym określeniem tak Romów, jak i tzw. Podróżników Skandynawskich.
Pierwsze postulaty umieszczenia Cyganów w specjalnych obozach przymusowej pracy pojawiły się w Niemczech jeszcze w 1925, jednakże ich realizacja rozpoczęła się po dojściu Hitlera do władzy. Najwcześniejsze dane na temat tych placówek, które z czasem przybrały charakter obozów koncentracyjnych oraz obozów zagłady, pochodzą już z 1933, kiedy to miały miejsce pierwsze selekcje Romów przeznaczonych do sterylizacji. Warto zauważyć, iż aż do ogłoszenia ustaw norymberskich te zbrodnicze działania odbywały się jedynie na podstawie antycygańskiej interpretacji wspomnianego „prawa sterylizacyjnego”. Dopiero w czerwcu 1936 ustanowiono główną nazistowską instytucję do spraw cygańskich, Instytut Badań Higieny Rasowej i Dziedziczności Biologicznej przy Głównym Urzędzie Zdrowia Rzeszy (niem. Rassenhygienischen und erbbiologischen Forschungsstelle des Reichsgesundheitshauptamtes), która pod kierownictwem dr Roberta Rittera miała za zadanie „naukowe” udowodnienie norymberskich praw odnoszących się do nierówności ras. To właśnie pracownicy tej jednostki byli odpowiedzialni za przeprowadzanie zbrodniczych eksperymentów na romskich więźniach obozów koncentracyjnych, które odbywały się przez cały czas trwania II wojny światowej równolegle z masowymi mordami, mającymi miejsce tuż obok w tychże obozach, jak również w gettach oraz podczas masowych egzekucji w całej okupowanej Europie (np. w Babim Jarze w 1941). Nazistowska klasyfikacja rasowa odnośnie do Cyganów była przy tym bardziej inkluzywna niż np. w przypadku Żydów. W sierpniu 1941 Heinrich Himmler wydał specjalne rozporządzenie, definiujące „cygańskość” jako posiadanie przynajmniej jednego romskiego przodka w pokoleniu pradziadków (w przypadku Żydów odnoszono się jedynie do pokolenia dziadków), oraz wprowadzające w związku z tym podział na następujące kategorie: „Z” („czysty rasowo Cygan”), „ZM+” („Cygan więcej niż w połowie”), „ZM” („pół-Cygan”), „ZM-” („Cygan mniej niż w połowie”) oraz „NZ” („nie-Cygan”). Kulminację hitlerowskiego terroru stanowiła noc z 1 na 2 sierpnia (niektóre źródła podają datę 2/3 sierpnia) 1944, zwana Zigeunernacht (niem. „cygańska noc”), kiedy to ok. 4 tys. Romów zostało zagazowanych podczas jednej akcji w obozie koncentracyjnym Auschwitz-Birkenau. Według oszacowań historyków, w latach 1933–1945 podczas trwania całego Romskiego Holokaustu (Porajmos) zginąć mogło od 500 000 do 1 500 000 ludzi.

### Współczesność
Również współcześnie najbardziej drastycznym efektem istnienia antycygańskich uprzedzeń są wszelkie formy przemocy, z ludobójstwem i pogromami na czele. Zdarzenia tego typu nie zakończyły się w Europie na epoce Holokaustu, gdyż jeszcze niedawno, podczas wojny w Bośni czy w Kosowie Romowie, Aszkali oraz Egipcjanie Bałkańscy padli ofiarą masowych czystek etnicznych (w przypadku Kosowa przeprowadzanych głównie przez bojówki albańskie). W wielu zapalnych regionach świata, szczególnie w sytuacjach napięć wewnętrznych dochodzi do pogromów lokalnych mniejszości romskich, co ma miejsce na zasadzie tzw. kozła ofiarnego (patrz np. pogrom mławski). Podobną naturę fizycznego ograniczania liczebności Romów mają wciąż przeprowadzane w różnych krajach półoficjalne programy przymusowej sterylizacyjne (np. w Czechosłowacji program taki trwał przynajmniej od 1972 do upadku systemu komunistycznego, zaś w odosobnionych przypadkach nawet do 2001).
Innym przejawem antycyganizmu jawi się niekiedy oficjalna polityka wewnętrzna i międzynarodowa rozmaitych państw (patrz np. Akcja produktywizacyjna). Warto zauważyć, iż ma to miejsce nawet w przypadku krajów, które na arenie międzynarodowej uchodzą za w pełni demokratyczne. Przykładowo w 1948 austriackie ministerstwo spraw wewnętrznych rozważało projekt „wydalenia obcych i bezpaństwowych Cyganów”, co miało miejsce w sytuacji, gdy większość tamtejszych Romów była pozbawiona obywatelstwa tego kraju w wyniku rządów nazistów. Podobną naturę mają wszelkie inne działania rozmaitych władz, które mimo braku bezpośredniego odniesienia do Romów w rzeczywistości dotykają jedynie ich, np. wprowadzenie obostrzeń wizowych dla obywateli Słowacji przez rządy Wielkiej Brytanii, Finlandii, Belgii, Irlandii i Danii.
Pod bardziej widocznym wpływem istniejących w tzw. potocznej świadomości stereotypów znajdują się wszelkie rodzaje wykluczenia społecznego. Najlepiej uchwytnym jest dyskryminacja poszczególnych osób i grup jedynie ze względu na ich romską narodowość, zachodząca zarówno w ramach systemu pracy, oświaty, opieki zdrowotnej, pomocy socjalnej, jak i w rozmaitych miejscach przestrzeni publicznej (np. w dyskotekach czy obiektach gastronomicznych). Z zagadnieniem tym związana jest także segregacja przestrzenna, pociągająca za sobą ograniczanie obszaru zamieszkiwania rodzin romskich do gett czy zrujnowanych kamienic, wyposażonych w niedostateczną infrastrukturę bytową, często celowo i w widoczny sposób oddzielonych od pozostałych części miejscowości (np. w Uściu nad Łabą murem wybudowanym w 1999). Wszystkie te sytuacje wybitnie sprzyjają pogłębianiu istniejących już barier kulturowych, dzielących niektóre społeczności romskie od nie-romskich, przez co udana komunikacja międzykulturowa oraz obalenie stereotypów etnicznych stają się wyjątkowo trudne. Warto też zauważyć, iż owa „codzienna” forma marginalizacji stanowi główne źródło większości współczesnych problemów Romów takich, jak ubóstwo, problemy zdrowotne, ograniczenia w możliwości zdobycia wykształcenia formalnego i rozwoju nietradycyjnej kariery zawodowej.